# 基比拉奥特军区
基比拉奥特军区，更应该说是基比拉奥特人的军区（羅馬化：thema Kibyrrhaiōtōn）, 在8到12世纪晚期覆盖了整个安纳托利亚的西南海岸。也是帝国第一个也是最重要的海军军区（[θέμα ναυτικόν] 错误：{{Lang}}：无效参数：|3=（帮助）），为帝国提供了船舰和大量的水兵。

## 历史

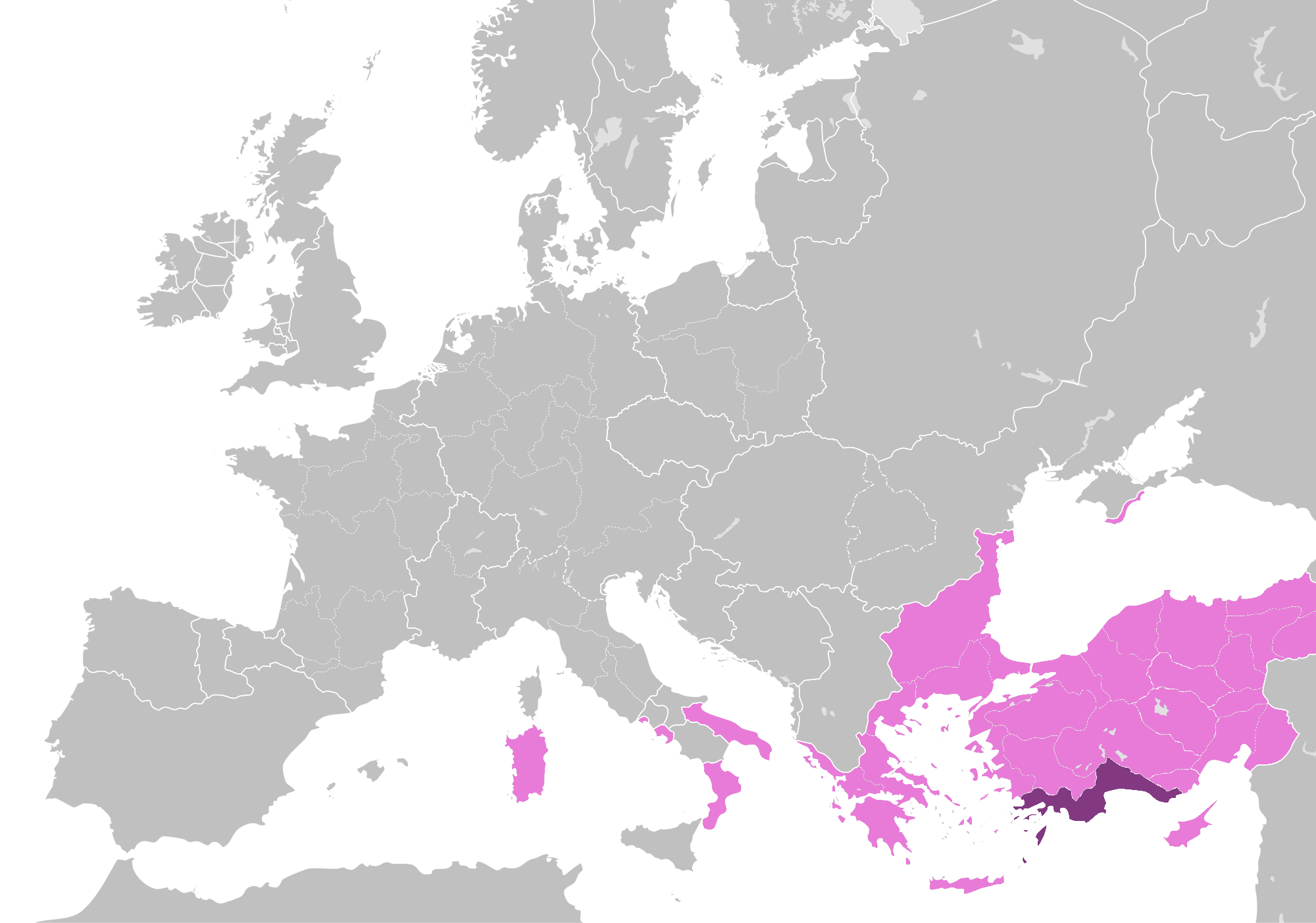
基比拉奥特军区在拜占庭帝国的位置

基比拉奥特（希臘語：Κιβυρραιῶται，羅馬化：Kibyrrhaiōtai，意为"基比拉人"）发源于基比拉城（但还不确定是卡里亚的大基比拉城还是潘菲利亚的小基比拉城）。军区在698年为了支援倭马亚远征迦太基而成立的，最早被证实的军区指挥官是阿普西玛，是在科利科斯指挥军队的“基比拉奥特海军提督”，再之后他推翻利昂提奥斯成为提比略三世。在当时基比拉奥特是东罗马海军的下属单位。
在东罗马海军解散之后（有一说是719/720年，另一说是727年），基比拉奥特便作为常设军区存在，在731/732年中央政府便开始在此处任命掌管该军区的将军，直到9世纪为止，在萨摩斯和爱琴群岛被设立海军军区并指派提督之前，基比拉奥特是帝国唯一的海军军区。
军区的下辖领土从米利都（色雷斯西亚军区的下辖地区）南部一直延伸到奇里乞亚（当时阿拉伯的边区），囊括了罗马故地的卡里亚，吕基亚，潘菲利亚和部分的伊苏里亚（今十二群島）行省，作为前线直面着来自于黎凡特和埃及的穆斯林军队，并且在拜占庭-阿拉伯战争中的海上战争起到至关重要的作用。虽然土地一直以肥沃著称，但长久来自于阿拉伯人的劫掠使得当地乡下人口稀少，人口大多在有城防的城市以及海军基地之中。
军区的首府自然而然便设在了阿塔勒亚，即现在土耳其的安塔利亚，他领有10磅黄金的年俸，即使在帝国的位阶并非高位，但在其他海军军区里仍属头筹。
与别处军区不同的是，基比拉奥特军区被分为海军提督区和副军区，但各自都有完整的军区级的编制。在将军的诸多手下之中最受倚重的便是驻在希利永的帝国督军，阿塔勒亚和科斯的海军提督和指挥马代特人的将领，馬代特人为查士丁尼二世在7世纪80年代安置在此地的数千黎巴嫩难民的后裔，为东罗马的海军提供船员和水兵。在9世纪早期，基比拉奥特的海军舰队共有70艘船只，而在911年的克里特远征时期，基比拉奥特派遣了31战船（15艘大型的快速战舰和16艘重型帆船），上面载着6000名划桨手和760名海军士兵。
随着11世纪中期穆斯林诸国的海上威胁逐渐衰退，拜占庭帝国的舰队便迅速被打入冷宫，基比拉奥特的舰队最后一次有记录的出征是在1043年去黑海对抗北方的基辅罗斯。在此之后军区逐渐退化成为一般省份，当地的首长从军区将军变成了仲裁官，在之后则成了驻防长官。1071年之后大多数的土地沦陷于塞尔柱帝国之手，但是在阿莱克修斯一世时期收复了一部分，这个残存的军区最终被曼努埃尔一世废除，而在卡里亚地区的原军区领土被并入米拉萨和梅兰诺迪翁军区。

### 脚注
1. 1 2 3  Nesbitt & Oikonomides 1994，第151頁.
2. 1 2 3 4 5 6 7  ODB，"Kibyrrhaiotai" (C. Foss), p. 1127.
3. 1 2  Pertusi 1952，第149頁.
4. ↑  Pryor & Jeffreys 2006，第28頁.
5. ↑  Ahrweiler 1966，第26, 50–51頁.
6. ↑  Pryor & Jeffreys 2006，第32頁.
7. ↑  Ahrweiler 1966，第64, 81, 83, 109頁.
8. ↑  Pryor & Jeffreys 2006，第267頁.
9. ↑  Ahrweiler 1966，第80, 135頁.
10. 1 2  Pertusi 1952，第150頁.
11. ↑  Pryor & Jeffreys 2006，第46ff.頁.
12. ↑  Ahrweiler 1966，第82頁.
13. ↑  Pryor & Jeffreys 2006，第390–391頁.
14. ↑  Ahrweiler 1966，第82–83頁.
15. ↑  Ahrweiler 1966，第399頁.
16. ↑  Ahrweiler 1966，第91–92頁.
17. ↑  Pryor & Jeffreys 2006，第549頁.
18. ↑  Pryor & Jeffreys 2006，第88頁.
19. ↑  Ahrweiler 1966，第131–135頁.
20. ↑  ODB，"Mylasa and Melanoudion" (C. Foss), p. 1428.
21. ↑  Ahrweiler 1966，第273頁.

### 书籍
- Ahrweiler, Hélène. . Paris: Presses universitaires de France. 1966  [2019-02-20]. （原始内容存档于2020-06-01） （法语）.
- Kazhdan, Alexander Petrovich (编). . New York, New York and Oxford, United Kingdom: Oxford University Press. 1991. ISBN 978-0-19-504652-6.
- Nesbitt, John W.; Oikonomides, Nicolas (编). . Washington, DC: Dumbarton Oaks Research Library and Collection. 1994  [2019-02-20]. ISBN 0-88402-226-9. （原始内容存档于2020-07-26）.
- Pertusi, A. . Rome: Biblioteca Apostolica Vaticana. 1952 （意大利语）.
- Pryor, John H.; Jeffreys, Elizabeth M. . Leiden and Boston: Brill Academic Publishers. 2006  [2019-02-20]. ISBN 978-90-04-15197-0. （原始内容存档于2020-08-03）.